# Venus Anadiómena

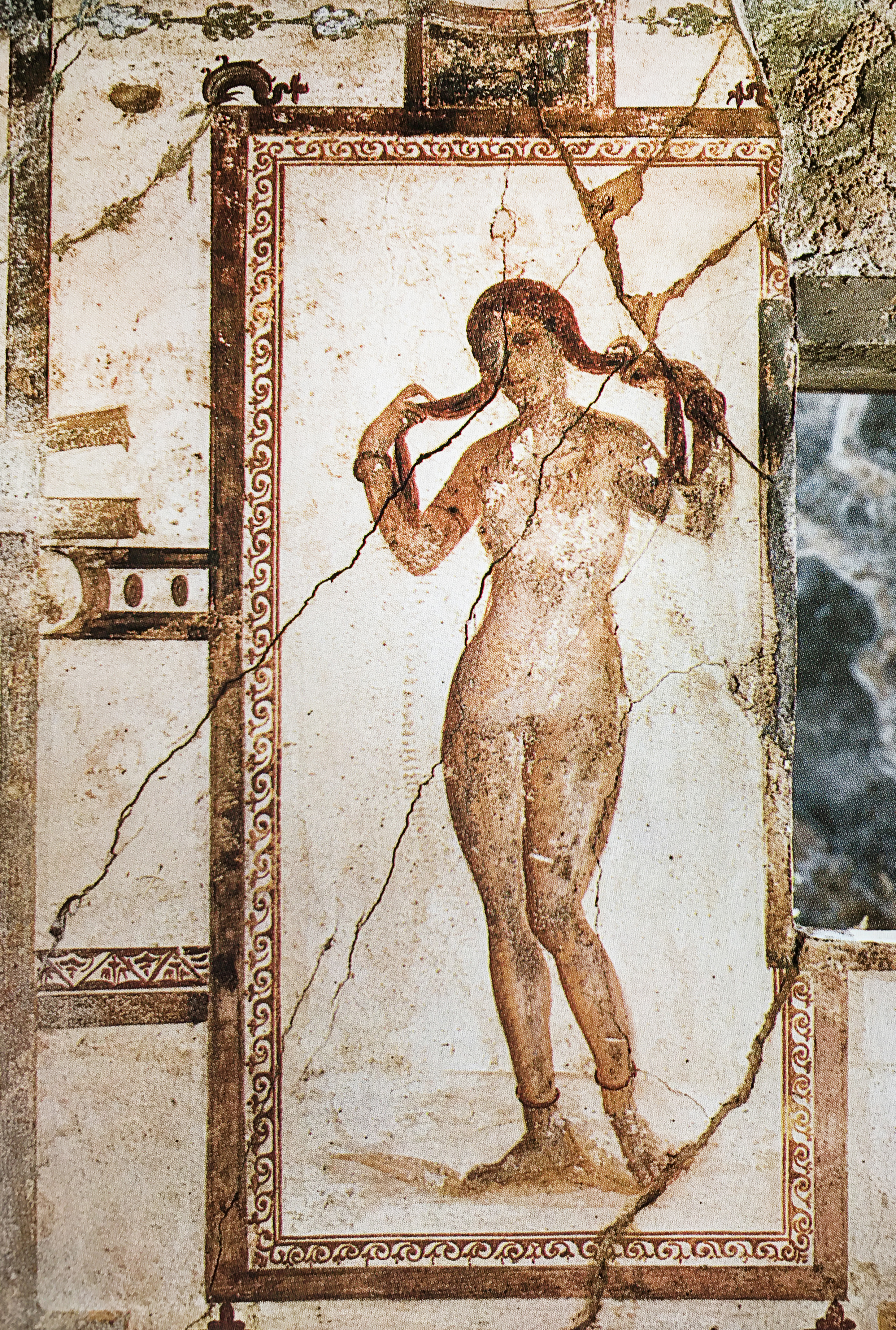
Mural de Pompeya de Venus Anadiómena. Alrededor del año 50.

Venus Anadiómena o «Venus saliendo del mar» es una representación iconográfica de la diosa Afrodita saliendo del mar hecha famosa por el pintor Apeles. La representación original de Apeles desapareció, pero se encuentra descrita en la Naturalis Historia de Plinio, donde se menciona como anécdota que el pintor usó a Campaspe, concubina de Alejandro Magno, como su modelo. Según Ateneo, la idea de Venus saliendo del mar se inspiró en Friné, la cual nadaba desnuda libremente en el mar durante los festivales eleusinos y los dedicados a Poseidón.

## Antigüedad

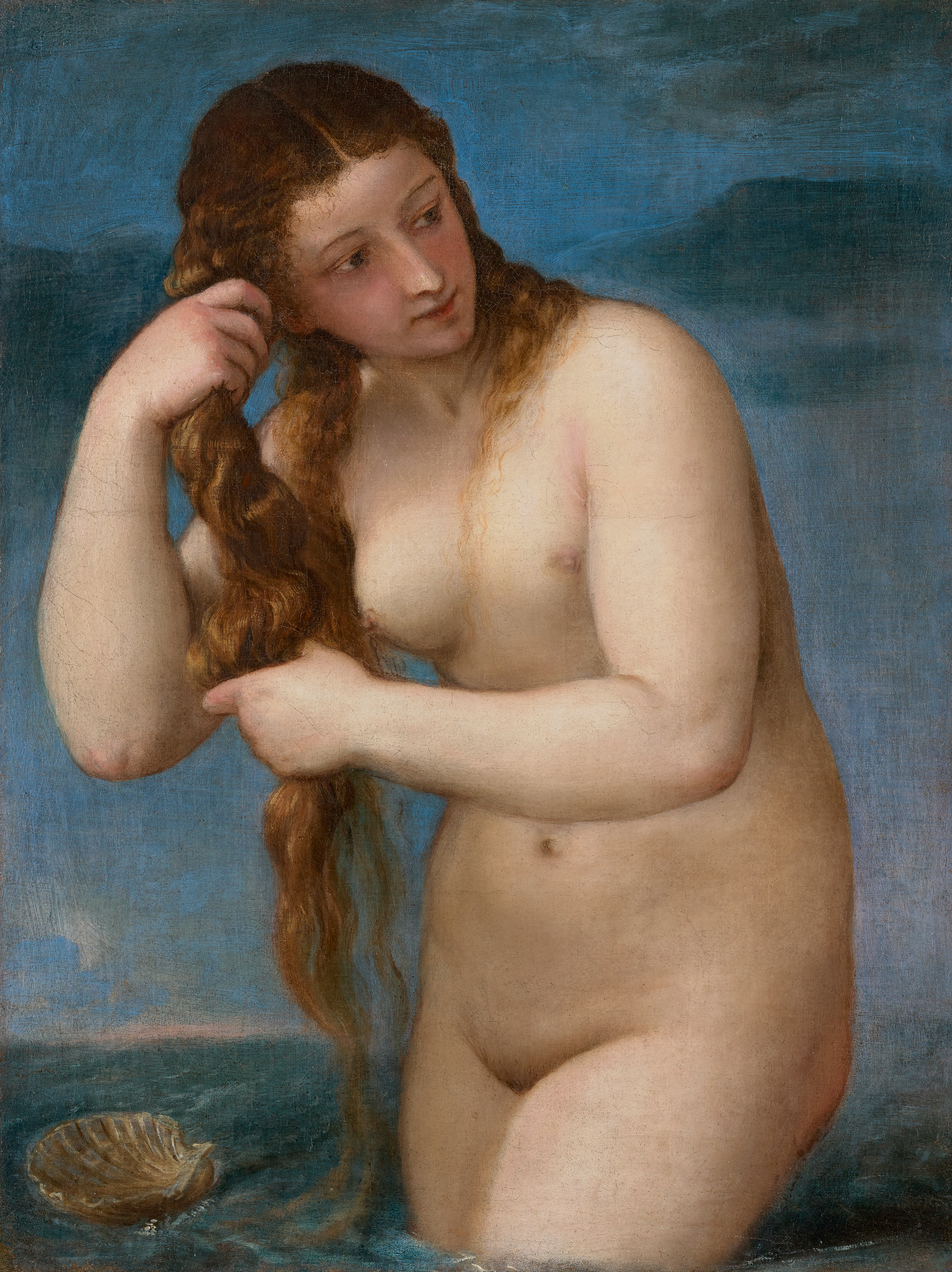
Venus Anadiómena por Tiziano 1525 (National Gallery of Scotland, Edimburgo).

La imagen representa el nacimiento de Afrodita, diosa del amor, mientras emerge de las aguas del mar. De acuerdo con la mitología griega Afrodita nació ya adulta del mar, el cual renueva su virginidad. Este tema fue bastante repetido en la Antigüedad, y en repetidas ocasiones se muestra a la diosa escurriéndose el pelo. Una representación escultórica de siglo IV encontrada en una villa galo-romana en Aquitania (expuesta en el museo del Louvre) da testimonio de la representación continua de la diosa saliendo del mar durante la antigüedad tardía.
La pintura original de Apeles fue llevada a Roma pero ya se encontraba muy deteriorada en los tiempos en los que Plinio la describe. 

Venerem exeuntem e mari divus Agustus dicavit in delubro patris Caesaris, quae anadyomene vocatur, versibus Graecis tantopere dum laudatur, aevis victa, sed inlustrata. Cuius inferiorem partem corruptam qui reficeret non potuit reperiri, verum ipsa iniuria cessit in gloriam artificis.
La Venus salida del mar fue consagrada por el divino Augusto en el templo de su padre César. Esta pintura, llamada Anadiómena, ha sido elogiada en los versos griegos, vencida por el tiempo, pero glorificada. La parte inferior ha sido dañada y no se ha podido encontrar a nadie capaz de restaurarla. En verdad, el propio daño ha contribuido a la gloria del artista.
Plinio el Viejo, Historia natural XXXV,91.

## Representaciones a partir del Renacimiento

El nacimiento de Venus por Sandro Botticelli 1485 (Galería Uffizi, Florencia).

El tema de la Venus Anadiómena se retoma con el deseo de los artistas del Renacimiento, que leían a Plinio, de emular e incluso superar, si fuera posible, a Apeles. En el siglo XV Sandro Botticelli pinta su famosa obra El nacimiento de Venus. Otra Venus Anadiómena temprana es el bajorrelieve en mármol de Antonio Lombardo que se encuentra en el Victoria and Albert Museum de Londres. La Venus Anadiómena de Tiziano (1525), que pertenecía al duque de Sutherland, fue adquirida por la National Gallery of Scotland de Edimburgo en 2003.

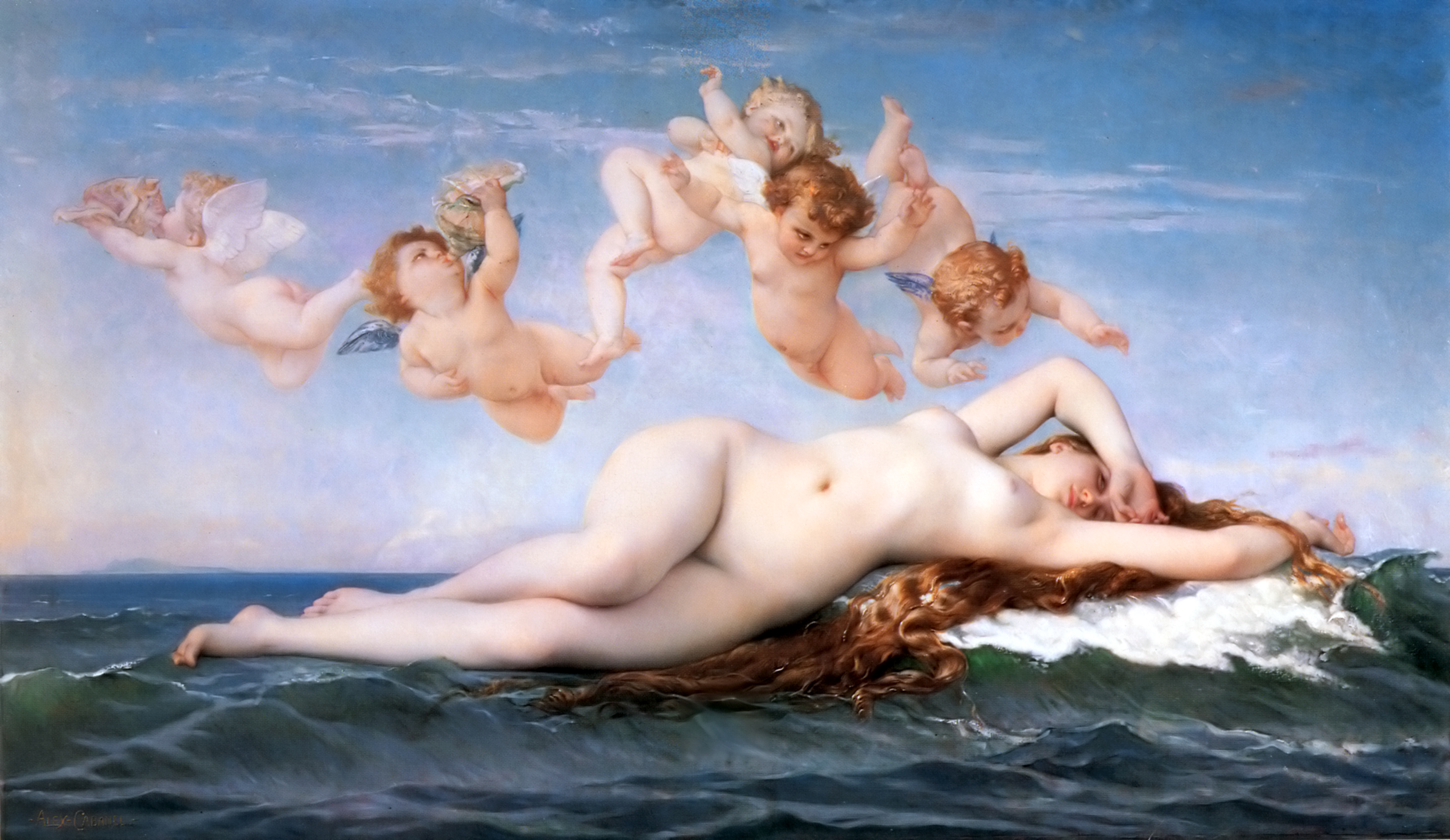
El nacimiento de Venus por Alexandre Cabanel, 1863 (Museo de Orsay, París).

La Venus Anadiómena ofrece un motivo natural para una fuente: la Galería Nacional de Arte de Washington D. C. tiene una estatua a tamaño real de bronce en la que el agua cae desde el pelo de Venus. Esta estatua fue modelada por un discípulo de Juan de Bolonia a finales del siglo XVI. Durante el Rococó Théodore Chassériau vuelve a ejecutar el tema en 1838 y la Venus Anadiómena de Jean Auguste Dominique Ingres, completada tras muchos años en 1848, es una de las obras más celebradas del pintor. Se encuentra en el Museo Condé en el castillo de Chantilly, Chantilly, Francia. El nacimiento de Venus de Alexandre Cabanel de 1863 se basa en el fresco de Pompeya (ilustración arriba a la derecha de la página) que había sido descubierto recientemente.
El nacimiento de Venus de Alexandre Cabanel (1823-1889) fue mostrado en el Salón de París en 1863 y comprado por Napoleón III para su colección personal. El famoso historiador del arte estadounidense, Robert Rosenblum, comentaba sobre esta obra: «Esta Venus flota entre una antigua deidad y un sueño moderno (...) y la ambigüedad de sus ojos, que parecen cerrados pero que, mirando de cerca, dejan ver que ella está despierta. (...) Un desnudo que podría estar dormido o despierto es especialmente imponente para un espectador masculino».
La pintura de 1879 de William-Adolphe Bouguereau llamada también El nacimiento de Venus, que rehace la composición de Botticelli, es otro testimonio de la popularidad continua del tema entre los pintores academicistas de finales del siglo XIX.
En 1870 Arthur Rimbaud evocaba la imagen de una Clara Venus ("Venus famosa") corpulenta con todas las imperfecciones humanas en un poema sarcástico que introduce la celulitis dentro de la literatura: La graisse sous la peau paraît en feuilles plates. 
Pablo Picasso vuelve a plasmar la imagen de la Venus Anadiómena en la figura central de Las señoritas de Avignon de 1907, una de las obras fundamentales del cubismo.